# Russell Hopton
Harry Russell Hopton (New York, 18 febbraio 1900 – North Hollywood, 7 aprile 1945) è stato un attore e regista statunitense.

## Filmografia parziale

### Attore
- Palcoscenico nella strada (Street Scene), regia di King Vidor (1931)
- Once in a Lifetime, regia di Russell Mack (1932)
- Il piccolo gigante re dei gangsters (The Little Giant), regia di Roy Del Ruth (1933)
- One Year Later, regia di E. Mason Hopper (1933)
- Non uccidere (Crime Takes a Holiday), regia di Lewis D. Collins (1938)
- Gli ammutinati (Mutiny in the Big House), regia di William Nigh (1939)

### Regista
- Black Gold (1936)
- Song of the Trail (1936)